# Chapelle de l'Immaculée-Conception de Menton
La chapelle de l'Immaculée-Conception, chapelle de la Conception ou chapelle des Pénitents blancs est une chapelle située à Menton dans le département français des Alpes-Maritimes.

## Historique
La chapelle de l'Immaculée Conception, également appelée des Pénitents blancs, est construite entre 1680 et 1687, sur un terrain donné conjointement par la famille de Monléon et par le prince Louis Ier.
À partir de 1793, la Révolution française fait fermer le bâtiment, et il faut attendre 1808 pour que la chapelle soit rendue au culte. Fortement dégradée, elle est alors progressivement restaurée. L'autel est reconstruit (avec des éléments anciens) dès 1808, une nouvelle cloche est installée en 1809, des orgues en 1830, etc.
Le tremblement de terre de 1887 occasionne des dégâts très importants : la voûte s'est effondrée, d'importantes lézardes sont apparues dans les murs. Des travaux de réfection sont menés ; un nouvel orgue est installé en 1892. Les façades sont à nouveau restaurées, ainsi que le clocher, en 1976. Dix ans plus tard, la toiture est entièrement reprise, et le dallage intérieur poncé, en vue du tricentenaire de 1987. 
Cette chapelle fait l’objet d’un classement au titre des monuments historiques depuis le 3 mars 1947.

## Description
La façade, baroque, présente deux niveaux d'élévation. Au niveau inférieur, deux niches encadrent la porte d'entrée surmontée d'un bas-relief de l'Immaculée Conception. Les niches accueillent des statues de saint Isidore et de saint Elme. Le niveau supérieur est rythmé par deux pilastres et une niche centrale où trône une représentation de saint Charles Borromée, très honoré par les Pénitents Blancs. Ce second niveau est coiffé d'un fronton couronné des statues, de gauche à droite, de l'Espérance, de la Foi et de la Charité.
Le clocher, de section carrée et coiffé d'une petite coupole, culmine à 40 mètres.
L'intérieur est constitué d'une nef unique à voûte en berceau, mesurant 25 mètres par 10 mètres. Une coupole et un lanternon dominent le chœur. Voûte et coupole sont ornées de peintures à la gloire de l'Immaculée Conception, dues à Rognoli et Cerutti-Maori.
Le retable du maître-autel, en marbre polychrome, célèbre l'Immaculée Conception.